# Synagoga Józefa Gociała w Łodzi
Synagoga Józefa Gociała w Łodzi – prywatny dom modlitwy znajdujący się w Łodzi przy ulicy Podrzecznej 11.
Synagoga została zbudowana w 1902 roku z inicjatywy Józefa Gociała. Mogła ona pomieścić 41 osób. Podczas II wojny światowej hitlerowcy zdewastowali synagogę.